# Японская футбольная лига 1993
Чемпионат Японской футбольной лиги 1993 — второй розыгрыш Японской футбольной лиги (JFL). Команды обоих дивизионов провели по 18 матчей. По итогам чемпионата два лучших клуба Первого дивизиона JFL («Фудзита» и «Ямаха Моторс») вышли в Джей-лигу, худший клуб Второго дивизиона («Toho Titanium SC») вылетел в региональную лигу.

## Результаты

### Первый дивизион
Вместо клубов, вылетевших в сезоне 1992 («НКК» и «Хонда») к Первому дивизиону присоединились лучшие команды второго дивизиона JFL — «Chuo Bohan» и «Киото Сико». «Хитачи» сменил название на «Касива Рейсол». Три клуба Первого дивизиона JFL получили ассоциированное членство в профессиональной Джей-лиге, что давало право на выступление в высшей лиге страны в следующем сезоне (при условии, что они займут первое или второе место в JFL) и участие в розыгрыше Кубка Джей-лиги. Этими клубами стали «Фудзита», «Ямаха Моторс» и «Касива Рейсол». Два из них были повышены в классе по итогам сезона. Для соответствия уровню профессиональной лиги «Фудзита» затеял реконструкцию стадиона, но работы шли медленно из-за нехватки средств. Но осенью, когда стало понятно, что команда реально претендует на профессиональное повышение, город выделил необходимый бюджет и к началу сезона 1994 года работы были завершены.
| Позиция | Клуб                  | Матчи | Побед | Поражений | Забито | Пропущено | Примечания |
| 1       | Фудзита               | 18    | 16    | 2         | 49     | 12        | Вышли в J1 |
| 2       | Ямаха Моторс          | 18    | 14    | 4         | 31     | 15        | Вышли в J1 |
| 3       | Тошиба                | 18    | 11    | 7         | 42     | 30        |            |
| 4       | Otsuka Pharmaceutical | 18    | 10    | 8         | 33     | 39        |            |
| 5       | Касива Рейсол         | 18    | 9     | 9         | 41     | 24        |            |
| 6       | Фудзицу               | 18    | 8     | 10        | 27     | 37        |            |
| 7       | Янмар Дизель          | 18    | 7     | 11        | 34     | 43        |            |
| 8       | Токио Газ             | 18    | 7     | 11        | 20     | 31        |            |
| 9       | Chuo Bohan            | 18    | 6     | 12        | 25     | 39        |            |
| 10      | Киото Сико            | 18    | 2     | 16        | 20     | 52        |            |

Лучшие бомбардиры
- Вальдес («Тошиба») — 20
- Масаси Накаяма («Ямаха Моторс») — 18
- Лопес («Касива Рейсол») — 18
- Мирандинья («Фудзита») — 12
- Betinho («Фудзита») — 11

### Второй дивизион
По окончании сезона два клуба прекратили свое существование. «НКК» закончил сезон на 3 месте, команда готовилась к новому сезону с целью получить членство в Джей-лиге и в будущем стать профессиональным клубом. Но в декабре руководство сообщило об отсутствии средств для продолжения выступлений. Другой клуб — «Toyota Motors Higashi-Fuji FC», принадлежал концерну Toyota, который решил сосредоточить внимание на другой команде «Нагоя Грампус», выступавшей в J1.
| Позиция | Клуб                       | Матчи | Побед | Поражений | Забито | Пропущено | Примечания                  |
| 1       | Хонда                      | 18    | 15    | 3         | 62     | 21        |                             |
| 2       | PJM Futures                | 18    | 15    | 3         | 46     | 9         |                             |
| 3       | НКК                        | 18    | 14    | 4         | 37     | 7         | Прекратил существование     |
| 4       | Cosmo Oil                  | 18    | 11    | 7         | 30     | 26        |                             |
| 5       | Кавасаки Стил              | 18    | 10    | 8         | 30     | 23        |                             |
| 6       | Toyota Motors Higashi-Fuji | 18    | 6     | 12        | 25     | 33        | Прекратил существование     |
| 7       | NTT Kanto                  | 18    | 6     | 12        | 20     | 30        |                             |
| 8       | Seino Transportation       | 18    | 6     | 12        | 20     | 42        |                             |
| 9       | Кофу                       | 18    | 6     | 12        | 15     | 37        |                             |
| 10      | Toho Titanium              | 18    | 1     | 17        | 10     | 57        | Вылетел в региональную лигу |